# Dimeria lawsonii
Dimeria lawsonii är en gräsart som först beskrevs av Joseph Dalton Hooker, och fick sitt nu gällande namn av Cecil Ernest Claude Fischer. Dimeria lawsonii ingår i släktet Dimeria och familjen gräs. Inga underarter finns listade i Catalogue of Life.